# Mazda 121

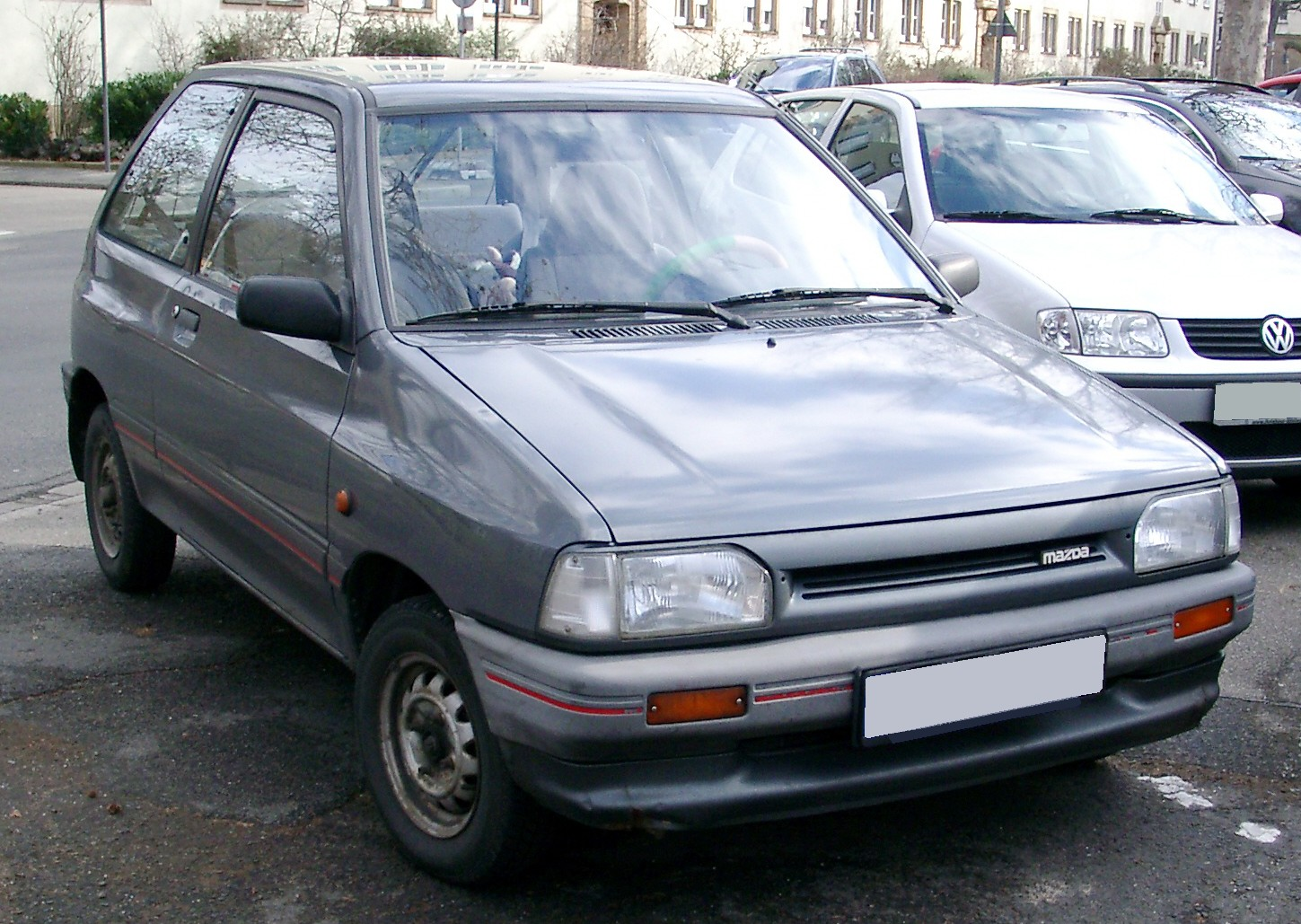
Mazda 121 (DA)

De Mazda 121 is een automodel van de Japanse autofabrikant Mazda, die de 121 vanaf begin 1988 tot de lente van 2003 produceerde. De productie werd gestaakt met de introductie van de Mazda 2.

## Type DA, 1988-1991
De van het begin van 1988 tot het voorjaar van 1991 gebouwde eerste generatie van de 121 was een gezamenlijk project met Ford en Kia, waarbij de Mazda 121 leek op de Kia Pride en de Ford Festiva.
Door de wielkasten uit te bouwen, waardoor de auto in verhouding tot de lengte tamelijk breed maar vooral ook hoog was, had het model een redelijk eigen gezicht. Desondanks kende de 121 geen gemakkelijke start want de auto bevond zich in een druk bevochten segment. De Cabrio Top met een vouw-/schuifdak was de meest luxe en opvallende uitvoering.

## Type DB, 1991-1996

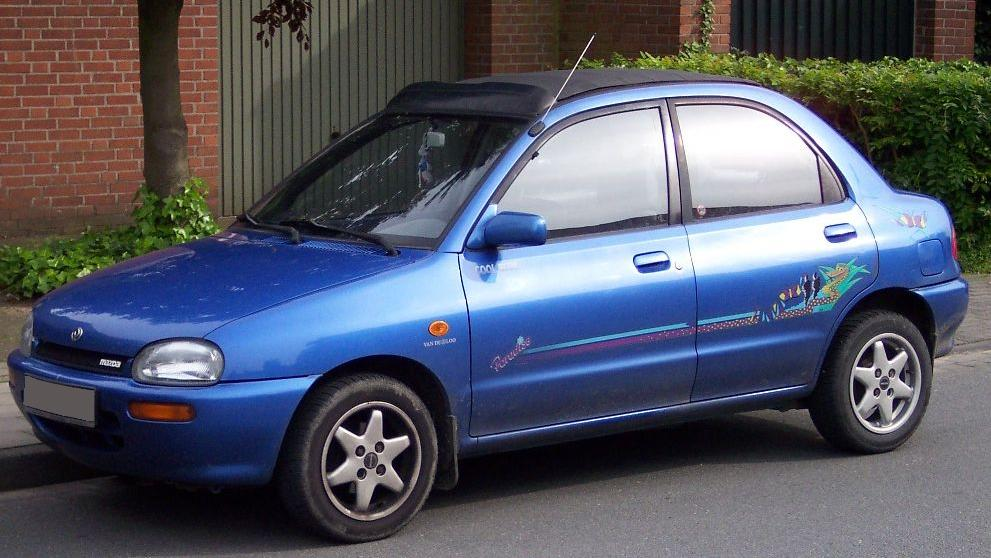
Mazda 121 (DB, de zgn. bolhoed)

Het tweede type was een opvallend, eigenzinnig ontwerp, dat werd geïntroduceerd in 1989 in Japan onder de naam Autozam Revue en een jaar later in Australië en Europa onder de naam Mazda 121. De introductie deed veel stof opwaaien. In Australië kreeg het model al snel de bijnaam "Bubblecar", of "Jelly bean". In Nederland kreeg het model de bijnaam "(de) Bolhoed".
Het model kan gezien worden als de voorloper van een design-type dat later door andere fabrikanten werd overgenomen: compact, rond, retro-look. De latere Ford Ka, Renault Twingo en de Smart kunnen designtechnisch als opvolger gezien worden. Het design doorbrak de ietwat eenvormige vormgeving van de auto-industrie in de jaren tachtig van de 20e eeuw. De 121 was in twee soorten verkrijgbaar: de "gewone" sedan, en de "cabrio-top" die een imposant elektrisch schuifdak had van kunststof.
Hoewel het model opvallend was en veel werd beschreven, werd het commercieel gezien geen groot succes.

### Technische gegevens
Motor:
- dwars-voorin viercilinder lijnmotor
- brandstof: benzine
- 4 kl./cil.
- monopoint injectie
- cilinderinhoud 1324 cc
- boring x slag 71,0 x 83,6 mm
- compressieverhouding 9,4:1
- max. vermogen 54 kW/73 pk bij 6000 tpm
- max. koppel 106 bij 3700 tpm.

Onderstel:
- aandrijving voorwielen
- 5-versnellingsbak
- voorwielophanging: McPherson met torsiestabilisator
- achterwielophanging: semi-onafhankelijk
- draaicirkel 9,4 m
- remmen: voor schijfremmen, achter trommelremmen

## Typ JASM/JBSM, 1996-2003

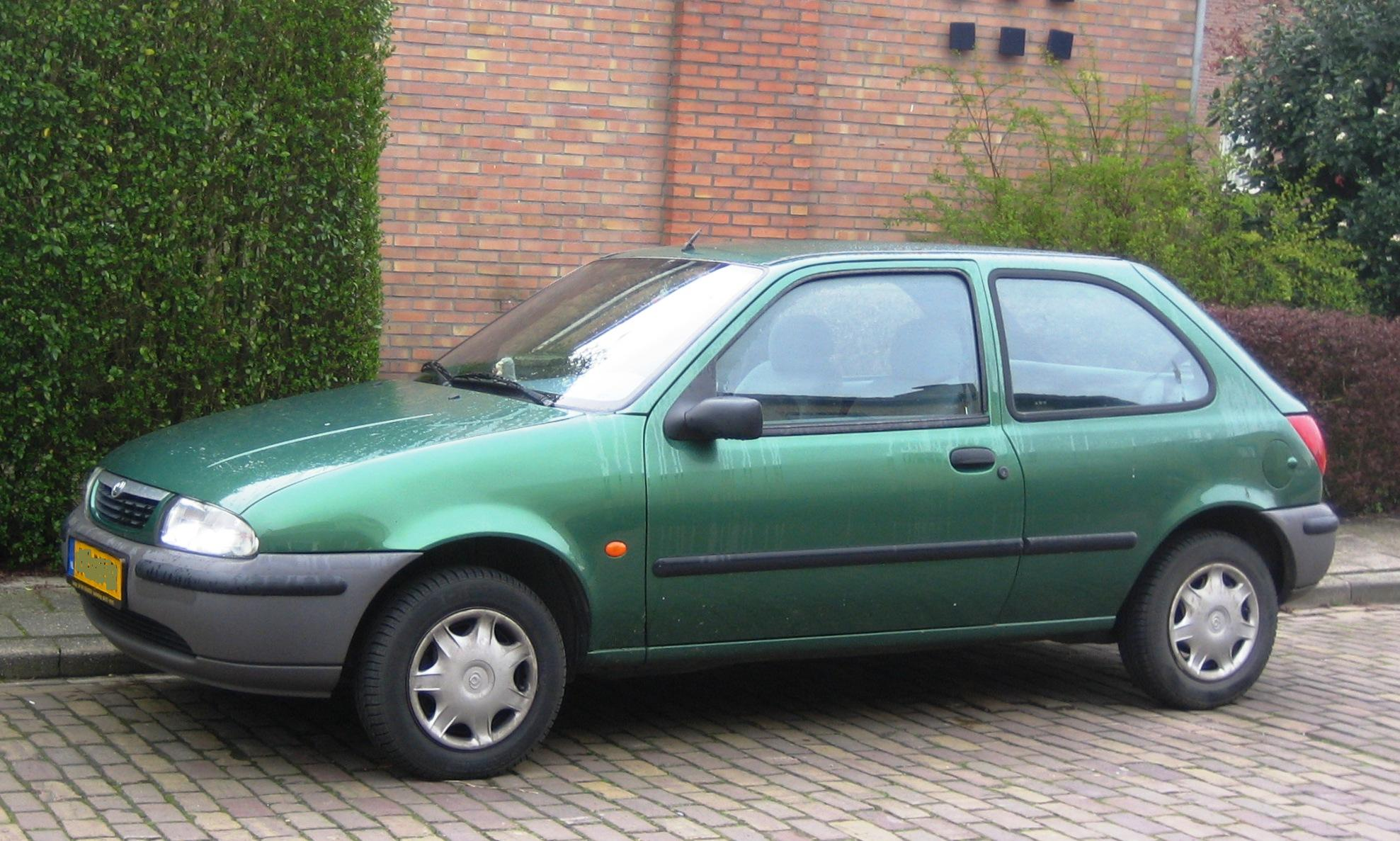
Mazda 121 (JBSM, driedeurs)

In 1996, na de overname van Mazda door Ford Motor Company, werden de Mazda-modellen aangepast aan een bredere smaak en werd de 121 vrijwel gelijk aan de vierde generatie Ford Fiesta. De interne type-aanduidingen van deze 121-generatie waren JASM (vijfdeurs) en JBSM (driedeurs).
In tegenstelling tot de populaire Fiesta, werd de derde 121-generatie nooit goed verkocht. In april 2003 werd hij uiteindelijk vervangen door de Mazda 2.
- Nationale Bibliotheek van Tsjechië: ph208028

Concept-modellen:
Furai
Huidige modellen in Nederland:
2 ·
3 ·
6 ·
CX-3 ·
CX-30 ·
MX-30 ·
CX-5 ·
MX-5 ·
Huidige modellen internationaal:
BT-50 ·
Carol ·
CX-4 ·
CX-9 ·
E-Series ·
Scrum ·
Spiano ·
Titan ·
1960-1969
1000/1300 ·
1500 ·
B-Series ·
Carol ·
Cosmo ·
E360 ·
E-Series ·
R130 ·
R360
1970-1979
323 ·
626 ·
929 ·
Roadpacer ·
RX-2 ·
RX-3 ·
RX-4 ·
RX-5 ·
RX-7
1980-1989
121 ·
MPV ·
MX-6 ·
1990-1999
AZ-Offroad ·
AZ-Wagon ·
Demio ·
Laputa ·
MX-3 ·
Navajo ·
Premacy ·
Xedos 6 ·
Xedos 9
2000-2009
5 ·
Biante ·
CX-7 ·
RX-8 ·
Spiano ·
Tribute ·
Verisa ·